# Aeropuerto de Burgas
El Aeropuerto de Burgas (en búlgaro: Летище Бургас, Letishte Burgas) (IATA: BOJ, OACI: LBBG), también conocido como Aeropuerto de Sarafovo, es el segundo aeropuerto más importante de Bulgaria después del Aeropuerto de Sofía. Se encuentra a unos 10 km del centro de la ciudad de Burgas, cerca del Lago Atanasovsko.
Con 3.200 m, la pista del aeropuerto es la cuarta más grande de los Balcanes, tras los aeropuertos de Atenas, Sofía y Belgrado

## Planes de futuro y ampliación
Actualmente, el aeropuerto de Burgas está sujeto a un fuerte número de operaciones en virtud del fuerte crecimiento de la industria del turismo en Bulgaria y está necesitado de un mayor número de inversiones para modernizarlo, ampliar y atender a los pasajeros previstos. En junio de 2006, el gobierno búlgaro otorgó a Fraport AG una concesión de operación de 35 años de los aeropuertos de Varna y Burgas en agradecimiento a los más de quinientos millones de euros que invertirá.
Fraport se aliará con la compañía de Varna, BM Star. La concesionaria ha asegurado que inyectará 403 millones de euros en los dos aeropuertos durante el periodo de duración del acuerdo. Fraport aseguró que pagará un 60% de la inversión de 403 millones durante los 35 años de concesión. Las inversiones se efectuarán en nuevas terminales, vehículos y equipamientos y en ampliar las plataformas de aparcamientos de aviones.

## Aerolíneas y destinos

### Vuelos regulares
| Aerolíneas                                     | Destinos                  |
| ---------------------------------------------- | ------------------------- |
| Aer Lingus                                     | Estacional:               |
| airBaltic                                      | Estacional:               |
| Bulgaria Air                                   | Sofía, Varna Estacional:  |
| Luxair                                         | Estacional:               |
| Norwegian Air Shuttle                          | Estacional:               |
| SmartWings operado por Travel Service Airlines | Estacional:               |
| TUI Airways                                    | Estacional:               |
| Wizz Air                                       | Londres-Luton Estacional: |

### Vuelos chárter estacionales

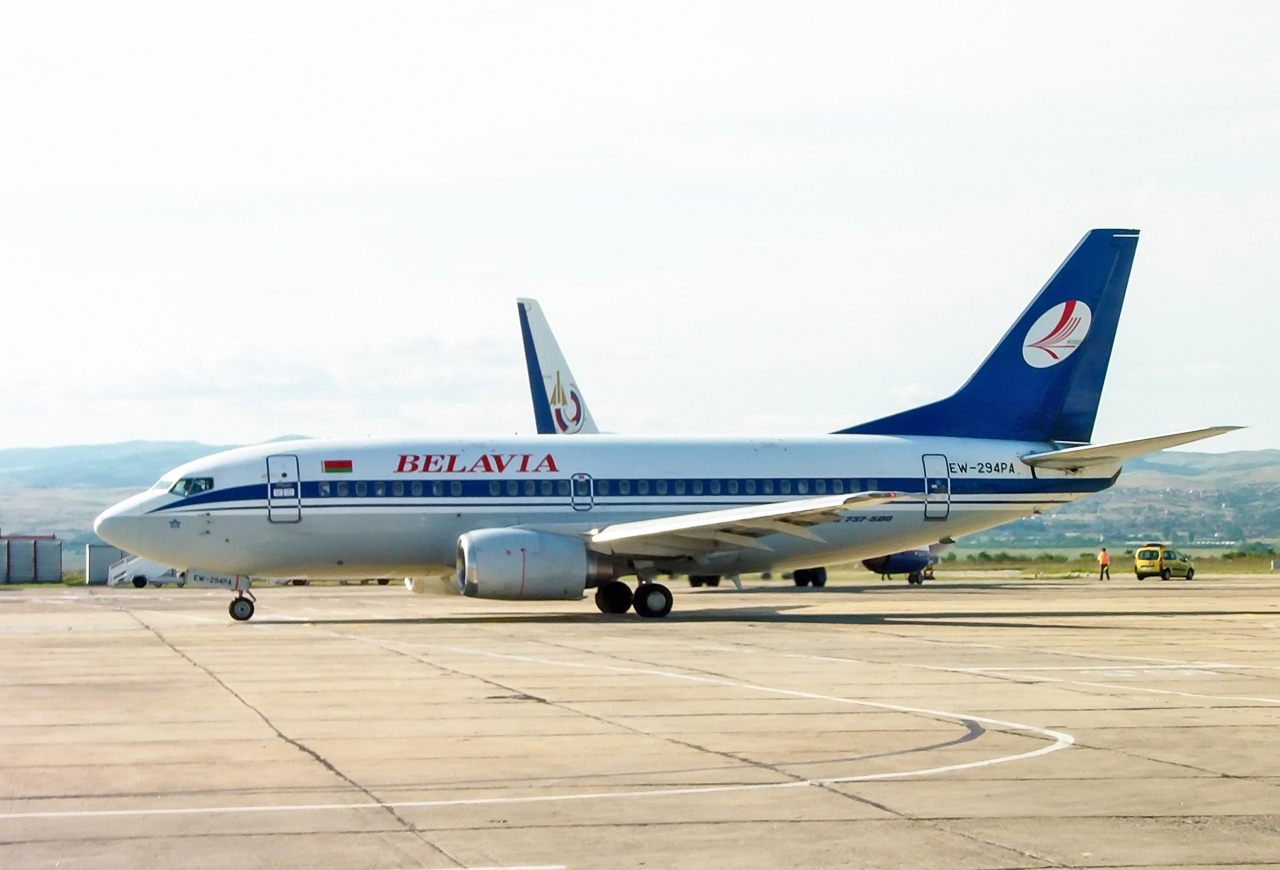
Belavia Boeing 737-500 taxing at Burgas Airport.

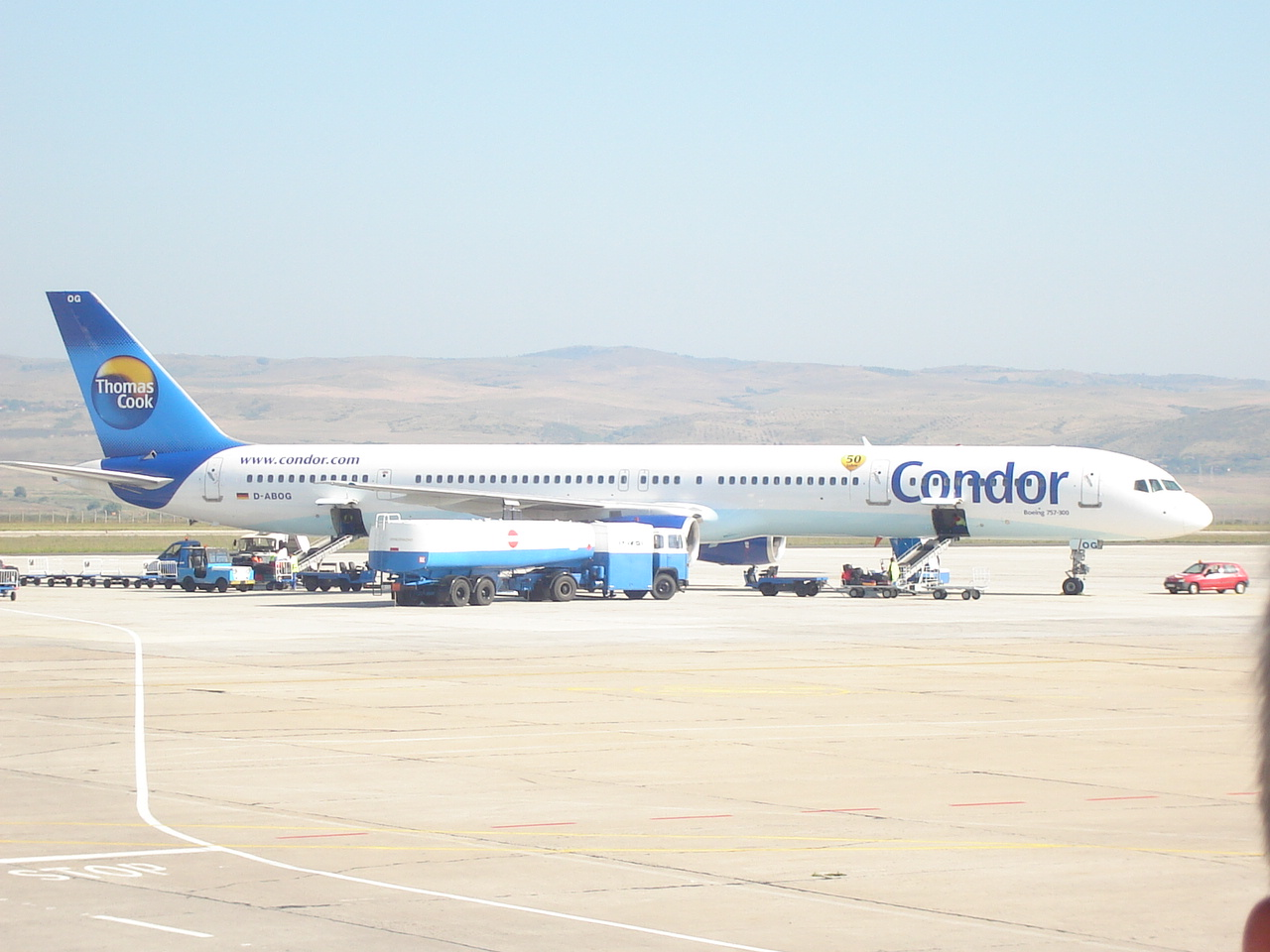
Condor Boeing 757-300 at Burgas Airport.

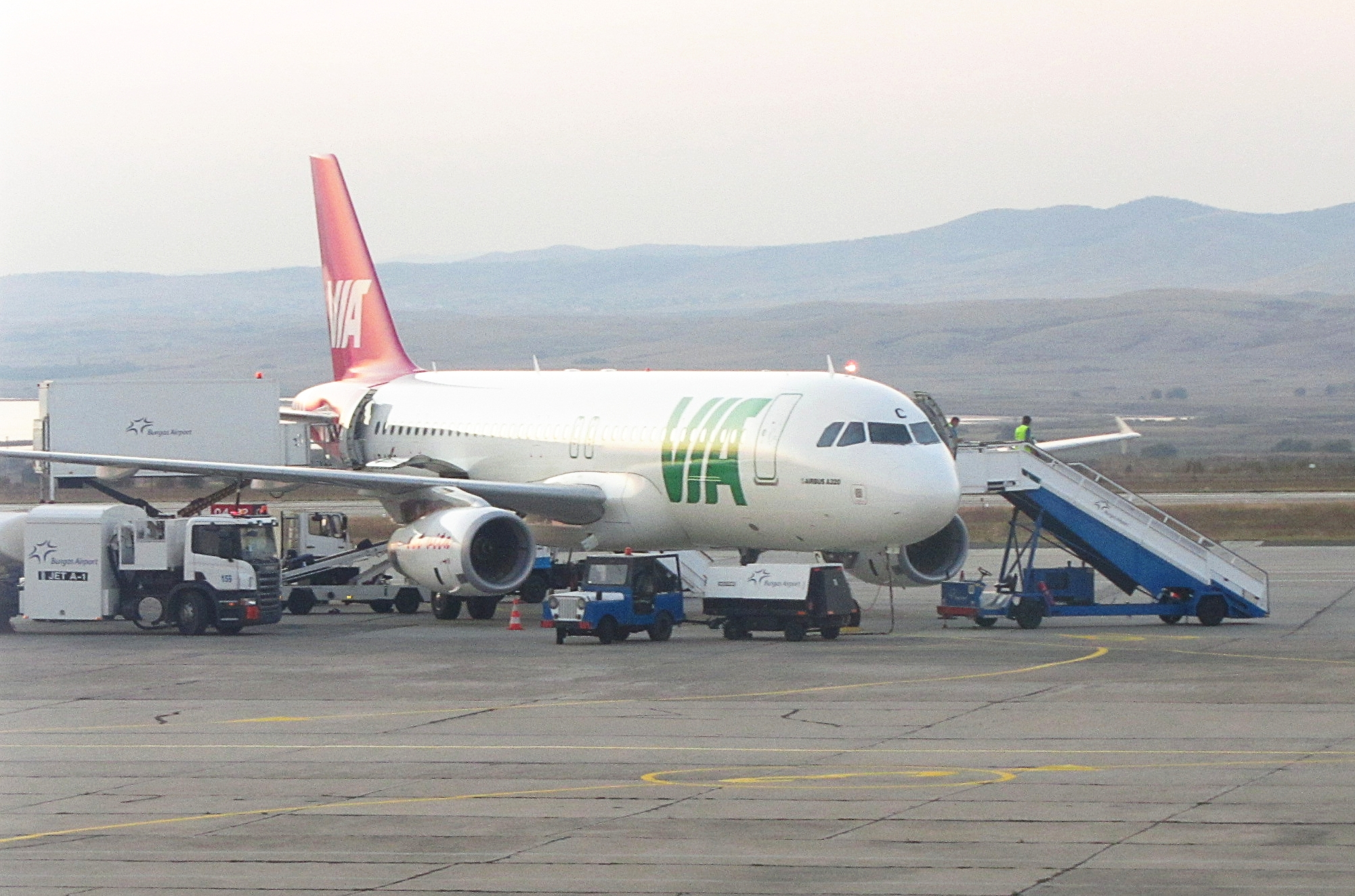
Air Via Airbus A320 ground handling at Burgas Airport.

| Aerolíneas                       | Destinos |
| -------------------------------- | --- |
| Adria Airways                    | Liubliana |
| Air Contractors                  | Dublín |
| BH Air                           | Aalborg, Aberdeen, Ålesund, Astaná, Beirut, Belfast-Internacional, Bérgamo, Bergen, Billund, Birmingham, Bodo, Brístol, Cardiff, Catania, Copenhague, Edimburgo, Glasgow-Internacional, Harstad/Narvik-Evenes, Haugesund, Humberside, Lakselv, Leeds/Bradford, Londres-Gatwick, Londres-Stansted, Mánchester, Nápoles, Newcastle upon Tyne, Norwich, Nottingham/Midlands Orientales, Sandefjord, Tromsø, Trondheim, Zúrich |
| Bulgaria Air                     | Almaty, Ámsterdam, Billund, Brno, Copenhague, Kazán, Kuwait, Nápoles, Tel Aviv-Ben Gurion |
| Bulgarian Air Charter            | Berlín-Brandeburgo, Bratislava, Colonia/Bonn, Debrecen, Dresde, Dusseldorf, Fráncfort del Meno, Graz, Hamburgo, Katowice, Kosice, Kuwait, Leipzig/Halle, Múnich, Münster/Osnabrück, Núremberg, Paderborn/Lippstadt, Poprad/Tatry, Praga, Riga, Rzeszow, Sliac, Stuttgart, Tel Aviv-Ben Gurión, Viena, Varsovia-Chopín, Ereván                                                                                              |
| Condor                           | Fráncfort del Meno, Leipzig/Halle, Mánchester, Stuttgart |
| Corendon Dutch Airlines          | Ámsterdam |
| Enter Air                        | Bydgoszcz, Katowice, Lublin, Poznan, Szczecin, Varsovia-Chopin, Breslavia |
| Eurolot                          | Katowice, Varsovia-Chopin |
| Georgian Airways                 | Tiflis |
| Grand Cru Airlines               | Vilna |
| LOT Charters                     | Katowice, Lodz, Breslavia |
| Mistral Air                      | Catania |
| Norwegian Air Shuttle            | Stavanger |
| Samair                           | Budapest |
| Scandinavian Airlines            | Bergen, Billund, Copenhague, Gotemburgo-Landvetter, Malmoe, Oslo-Gardermoen, Stavanger, Trondheim |
| SmartLynx Airlines               | Riga |
| SmartLynx Airlines Estonia       | Tallin |
| Thomas Cook Airlines Scandinavia | Helsinki, Oslo-Gardermoen, Trondheim |
| Transavia.com                    | Ámsterdam, Bruselas, Weeze |
| Travel Service Airlines          | Brno, Ostrava, Pardubice, Praga |
| Travel Service Hungary           | Budapest |
| Travel Service Poland            | Katowice, Cracovia, Poznan, Varsovia-Chopin, Breslavia |
| Travel Service Slovakia          | Bratislava, Kosice, Poprad/Tatry, Sliac |
| TUI Airlines Nederland           | Ámsterdam |
| TUI fly Belgium                  | Bruselas |
| TUIfly Nordic                    | Billund, Copenhague, Gotemburgo-Landvetter, Oslo-Gardermoen |
| Ukraine International Airlines   | Aeropuerto Internacional de Boryspil |
| Windrose Airlines                | Dnipró, Járkov, Borýspil, Leópolis |
| Yanair                           | Kiev-Zhuliany |

### Carga
| Aerolíneas        | Destinos  |
| ----------------- | --------- |
| Kalitta Air       | chárteres |
| National Airlines | chárteres |
| Silk Way Airlines | chárteres |

## Estadísticas
Ver fuente y consulta Wikidata.